# クラシックスフィルハーモニー交響楽団
クラシックスフィルハーモニー交響楽団は、日本のオーケストラ。在京の各オーケストラで活躍する音楽家によって特別編成される。

## 概要
1974年、指揮者・熊谷弘による演奏会「クラシックス・シリーズ」に於いてクラシックスフィルハーモニー交響楽団の名称で発足。メンバーは在京オーケストラやフリーで活躍中のトップ奏者達により編成される。「クラシックス・シリーズ」の他、1977年から1989年まで「モーツァルト・ピアノ協奏曲連続演奏会」の定期演奏会に室内楽の編成で連続出演する。1985年より年末の特別コンサート「第九と皇帝」に連続出演し、現在に至る。
1989年から2012年までは名称を『シンフォニーオーケストラ“グレイトアーティスツ”イン ジャパン』としていたが、2013年より再び現名称に改めている。

## 演奏会
- 第九と皇帝

## 外部サイト
- ㈱シド音楽企画（『第九と皇帝』演奏会の運営サイト）